# France Mitrofanoff
France Mitrofanoff, née Jung le 21 janvier 1942 à Vendôme, est une artiste peintre et plasticienne française. Elle est la femme de l'architecte Wladimir Mitrofanoff.

## Biographie
Diplômée de l’École des Métiers d’Arts, elle a commencé sa carrière à l’âge de 25 ans en s’inscrivant dans le mouvement Cobra. Proche ou amie de peintres tels que Pierre Aleshinsky,, Jean Dubuffet, Jean Clerté, Roger-Edgar Gillet, Jean Cortot, Jean Couy, Vladimir Veličković ou Zao Wou-Ki. Son œuvre se situe à la frontière de l'abstraction lyrique et l'agencement des formes.
Parallèlement à son activité créatrice elle format en qualité d’enseignante en peinture à l'École nationale supérieure des arts décoratifs de Paris de nombreuses générations d’artistes.

## Évolution de l'œuvre
Les œuvres de la première époque, se situent dans la lignée des peintres du mouvement COBRA.
Vers les années 1980 France Mitrofanoff s'installe sur une péniche à Paris et ce déménagement transforme son travail. L’œuvre plus figurative se caractérise par des figures enfermées sous des verrières et cernées de chambranles puis luttant dans des arènes, ce sera la période "combats" de l'artiste.
Les années 1990 marquent l’arrivée des chantiers inspirées par son nouveau lieu de travail aux "frigos",, ancienne gare frigorifique de Paris-Ivry.
Puis dans les années 2000, se profilent de vastes futaies inspirées de ses origine russes. Jean-Luc Chalumeau disait d'elle: « Comme le texte poétique selon Kristeva, le champ pictural selon Mitrofanoff échappe aux lois de sa propre syntaxe. Si le sémiotique y ouvre un espace hétérogène, c'est parce que c'est précisément cette hétérogénéité qui doit être travaillée par la pratique artistique ».
Alin Avila écrivait à propos d'elle: « Ces arbres, qui ne sont ni d’ici ni de là, poursuivent la métaphore qui s’est toujours développée dans son travail. Ses tableaux même les plus abstraits poussaient leurs signes au-delà du format, comme on devine aujourd’hui que les branches et les racines s’échappent du tableau. Peinture de geste jetés, poussés sur le calme des verts sombres du feuillage qui recèlent des promesses d’espaces. »
À partir de 2015, l’œuvre est marquée par le retour constructions en ruine enchevêtrées.

## Commandes publiques et privées
- Groupe Scolaire à Etouvies (Amiens)
- Groupe Scolaire à Marne la Vallée
- Cité Scolaire d'Amiens
- Collège Edmond Michelet - Paris 19e
- Ecole élémentaire Pierre Gourdault - Paris 13e
- Jardin des Halles à Paris : Fontaine Pierre Lescot[14],[15]
- Lycée Paul Belmondo à Arpajon
- Galerie de l'Évolution, Muséum d'Histoire Naturelle de Paris[16]
- Hall du siège de ARTE- la 5 à Issy-les-Moulineaux
- Centre Chirurgical des Princes – Boulogne Billancourt

## Conservation
- Musée d'Art Moderne de Paris[5]
- Musée international Salvador Allende[17] - Santiago du Chili
- Centre national des arts plastiques[18] – Paris
- Ministère de l'Économie et des Finances[19] – Paris
- Muséum d'Histoire Naturelle de Paris[16]